# Tereza Batista mệt mỏi vì tranh đấu
Tereza Batista mệt mỏi vì tranh đấu (tiếng Bồ Đào Nha: Tereza Batista cansada de guerra) là một cuốn tiểu thuyết lãng mạn của tác giả Jorge Amado, được xuất bản lần đầu năm 1972.

## Nội dung
Do hoàn cảnh gia đình éo le, Tereza Batista (tên gọi thân mật là Teta) từ nhỏ đã bị gán làm nô tì, phải chịu biết bao tủi nhục, cay đắng. Một lần phải lựa chọn giữa sự sống và cái chết, cô đã vùng dậy giết chết tên Đại úy Justiniano chủ đồn điền. Sau đó là cả chuỗi ngày long đong chìm nổi. Tereza dũng cảm, nhiệt thành tham gia vào cuộc chiến đấu chống dịch đậu mùa đen, căn bệnh hiểm nghèo đã cướp đi nhiều sinh mạng của một vùng nông thôn xa thành phố. Hiện thực phũ phàng đã vùi dập Tereza biết bao lần nhưng cô gái dũng cảm ấy chưa bao giờ lùi bước. Một trong những ân nhân đã giúp đỡ cô là bác sĩ Emiliano - người luôn kính trọng và yêu Teta tha thiết. Nhưng Emiliano cũng không qua được căn bệnh hiểm nghèo.
Teta có một tình yêu trong sáng và nồng cháy với chàng thủy thủ Januário (tên gọi thân mật là Janu). Trớ trêu thay Janu đã có vợ và người đàn bà đáng thương ấy đang ốm liệt giường bởi một căn bệnh không thể nào chữa được. Anh cố gắng cư xử như một người đàn ông chân chính đích thực. Janu chăm sóc vợ và khi cô qua đời anh lại phiêu bạt trên biển khơi để kiếm sống, đi qua không biết bao nhiêu hải cảng. Tereza đợi chờ mong ngóng tin anh, tin lành chẳng thấy, chỉ có tin dữ cùng các tai họa bay về. Nhưng rồi chàng thủy thủ cùng con tàu đã cập bến trong niềm xúc động lớn lao của hai con người yêu nhau.

### Nhân vật
- Tereza Batista (Teta)
- Đại úy Justiniano Duarte da Rosa (Justo)
- Daniel
- Luật sư Lulu dos Santos
- Bác sĩ Emiliano
- Januário (Janu)

## Phong hóa

### Giáo dục
Tại Việt Nam, tác phẩm đã được đưa vào chương trình giáo khoa phổ thông với trích đoạn nhan đề Tereza.

### Chuyển thể
- Tereza Batista (telenovela, 1992)

## Liên kết

### Tư liệu
- Website chính thức
- PCO Lưu trữ ngày 20 tháng 11 năm 2010 tại Wayback Machine
- Casa de Jorge Amado Lưu trữ ngày 3 tháng 10 năm 2009 tại Wayback Machine
- "Globo anuncia lançamento da minissérie "Tereza Batista" em DVD". NaTelinha (bằng tiếng Bồ Đào Nha). Truy cập ngày 22 tháng 10 năm 2022.